# Peña Rodada
Peña Rodada är en ort i Mexiko.   Den ligger i kommunen Doctor Mora och delstaten Guanajuato, i den centrala delen av landet, 240 km nordväst om huvudstaden Mexico City. Peña Rodada ligger 2 219 meter över havet och antalet invånare är 197.
Terrängen runt Peña Rodada är platt söderut, men norrut är den kuperad. Runt Peña Rodada är det ganska tätbefolkat, med 67 invånare per kvadratkilometer. Närmaste större samhälle är San Luis de la Paz, 16,5 km nordväst om Peña Rodada. Trakten runt Peña Rodada består till största delen av jordbruksmark.